# Suctobelbella paracutidens
Suctobelbella paracutidens är en kvalsterart som beskrevs av Sandór Mahunka 1983. Suctobelbella paracutidens ingår i släktet Suctobelbella och familjen Suctobelbidae. Inga underarter finns listade i Catalogue of Life.